# NCT DoJaeJung
NCT DoJaeJung (hangul: 엔시티 도재정) – piąta oficjalna podgrupa południowokoreańskiego boysbandu NCT, utworzona i zarządzana przez SM Entertainment. Grupa składa się z trzech członków: Doyounga, Jaehyuna i Jungwoo. Zadebiutowali 17 kwietnia 2023 roku minialbumem Perfume. Znani są z muzyki R&B i występów wokalnych, które wyróżniają ich spośród innych podgrup NCT.

## Nazwa
Nazwa NCT DoJaeJung pochodzi od nazwy macierzystej grupy NCT (skrót od Neo Culture Technology) oraz imion trzech członków: „Do” od Doyounga, „Jae” od Jaehyuna i „Jung” od Jungwoo.

## Historia zespołu

### 2022: Formacja
NCT DoJaeJung zostało utworzone na początku 2022 roku, a nagrania ich piosenek rozpoczęły się w lutym 2022 roku. Po raz pierwszy zostali publicznie przedstawieni jako podgrupa w październiku tego samego roku, wykonując utwór „Can We Go Back” na koncertach Neo City - The Link+ grupy NCT 127 w Seulu. Wykonali również ten utwór na 2022 MBC Gayo Daejejeon.

### 2023: debiut zPerfume
W marcu 2023 roku SM Entertainment potwierdziło, że NCT DoJaeJung oficjalnie zadebiutuje jako nowa podgrupa NCT. 17 kwietnia wydali swój debiutancki minialbum zatytułowany Perfume, wraz z utworem głównym o tym samym tytule. Album odniósł sukces zarówno w sprzedaży cyfrowej, jak i fizycznej, sprzedając 672 374 kopii w ciągu pierwszego tygodnia od wydania, co czyniło go albumem debiutanckim K-popowym z najlepszym wynikiem sprzedaży w pierwszym tygodniu na liście Hanteo Chart. Na Circle Album Chart sprzedano 806 950 kopii do 11 maja 2023 roku, co czyni go najlepiej sprzedającym się debiutanckim albumem w historii SM Entertainment. Utwór główny „Perfume” zadebiutował na 4. miejscu na Circle Digital Chart, czyniąc NCT DoJaeJung najszybciej debiutującą podgrupą NCT, która zdobyła miejsce w pierwszej piątce singli w Korei Południowej. Utwór zadebiutował również na pierwszym miejscu na Circle Download Chart i Circle BGM Chart.

## Członkowie
- Doyoung (도영)
- Jaehyun (재현)
- Jungwoo (정우)

## Dyskografia

### Minialbumy
| Rok  | Dane dot. albumu                                                                                           | Najwyższa pozycja | Najwyższa pozycja | Najwyższa pozycja | Sprzedaż                      |
| Rok  | Dane dot. albumu                                                                                           | KOR (Circle)      | JPN (Oricon)      | JPN Hot           | Sprzedaż                      |
| ---- | --- | ----------------- | ----------------- | ----------------- | ----------------------------- |
| 2023 | Perfume - Wydany: 17 kwietnia 2023 - Wytwórnia: SM Entertainment - Format: CD, digital download, streaming | 2                 | 5                 | 5                 | - KOR: 762 899+ - JPN: 13 620 |

### Single
Single cyfrowe
| Rok                                                       | Tytuł     | Najwyższa pozycja | Najwyższa pozycja | Album   |
| Rok                                                       | Tytuł     | KOR               | KOR               | Album   |
| Rok                                                       | Tytuł     | Circle            | Songs             | Album   |
| --------------------------------------------------------- | --------- | ----------------- | ----------------- | ------- |
| 2023                                                      | „Perfume" | 4                 | –                 | Perfume |
| „–” oznacza, że singiel nie był notowany na danej liście. |           |                   |                   |         |

#### Pozostałe utwory notowane
| Rok                                                       | Tytuł               | Najwyższa pozycja | Najwyższa pozycja | Album   |
| Rok                                                       | Tytuł               | KOR               | KOR               | Album   |
| Rok                                                       | Tytuł               | Circle            | Songs             | Album   |
| --------------------------------------------------------- | ------------------- | ----------------- | ----------------- | ------- |
| 2023                                                      | „Kiss"              | 107               | –                 | Perfume |
| 2023                                                      | „Dive"              | 131               | –                 | Perfume |
| 2023                                                      | „Strawberry Sunday" | 144               | –                 | Perfume |
| 2023                                                      | „Can We Go Back"    | 110               | –                 | Perfume |
| 2023                                                      | „Ordinary"          | 170               | –                 | Perfume |
| „–” oznacza, że singiel nie był notowany na danej liście. |                     |                   |                   |         |